# Instituto Borja de Bioética
El Instituto Borja de Bioética (IBB) es una institución privada de educación superior ubicada en Barcelona, Cataluña (España).
Desde el año 2000 forma parte de la Universidad Ramon Llull.
El nombre del instituto rinde tributo a Francisco de Borja, tercer Prepósito General de la Compañía de Jesús.

## Historia
El IBB se fundó en el año 1976 impulsado por el Dr. Francesc Abel i Fabre, jesuita y médico. Estudió en la Universidad de Georgetown junto a André Hellegers, fundador del Kennedy Institute y uno de los pioneros en el campo de la bioética a nivel mundial.
Cuando Abel regresó a Barcelona constató la necesidad de difusión y formación en Bioética, y comenzó una activa labor que concluyó con la fundación del Instituto. 
El IBB fue el primer centro de bioética de España. En un inicio estuvo adscrito a la Facultad de Teología de Cataluña. En 1984, pasó a ser una fundación privada. En el año 2000 se integró en la Universidad Ramon Llull.

## Campus
Sus instalaciones se hallan dentro del Edificio Docente que forma parte del complejo de instalaciones de docencia pertenecientes al Hospital San Juan de Dios.

## Objetivos
El IBB pretende promover el diálogo transdisciplinar acerca de los progresos biomédicos y tecnológicos y sus repercusiones para las personas. 
Los desafíos que presenta la utilización de la técnica requieren que las disciplinas técnicas y las humanistas entablen un proceso de diálogo. Así se puede descubrir los valores compartidos en una sociedad cambiante y plural. Se parte de una realidad en la que ya no es posible ofrecer respuestas desde una sola perspectiva.
Su inspiración es cristiana, pero se promueve la relación con otras visiones del mundo. Para ello es esencial que se recurra a la reflexión científica, ética, filosófica y jurídica aplicadas a la resolución de los conflictos que surgen en el marco de la aplicación de los avances biomédicos.

## Formación en bioética
Una de las labores que desarrolla el IBB es la formación de profesionales interesados en el campo de la bioética. Con ese objetivo se imparten Cursos de Fundamentación, un máster, postgrado y becas de investigación. Recientemente se ha introducido la modalidad ON LINE para facilitar el acceso a los cursos y el máster.
Las personas que asisten a estos cursos provienen de diversos campos: medicina, enfermería, derecho, trabajo social, filosofía y teología, entre otros.

## Declaraciones sobre la eutanasia y el aborto
En 2005 el Instituto Borja de Bioética hizo pública una declaración favorable a la despenalización de la eutanasia. La declaración despertó gran polémica , en distintos ámbitos, incluido el eclesial.
La declaración fue producto de un Grupo de Trabajo, formado por médicos, filósofos, juristas y teólogos. En ella se establecen algunas circunstancias extremas en las cuales la eutanasia podría no estar penada por la ley.
El hecho de ser una institución de inspiración cristiana provocó la reacción de algunos obispos que lamentaron este "abrir" la puerta a la eutanasia.
En octubre de 2009 se publicó en su revista Bioètica & Debat un texto titulado Consideraciones sobre el embrión humano. Los Obispos de la Conferencia Episcopal Tarraconense lo desautorizaron manifestando que las opiniones expresadas en dicho documento no están de acuerdo con la doctrina católica, ni con la defensa de un derecho, prioritario y fundamental, como es el derecho a la vida.